# Maria Konopnicka
Maria Konopnicka (Suwałki, 23 mei 1842 – Lviv 8 oktober 1910), geboren als Maria Wasiłowska, was een Pools dichteres, schrijfster, vertaalster, critica en feministe. Ze schreef onder diverse pseudoniemen, waaronder Jan Sawa, en wordt beschouwd als een van de belangrijkste dichters van het positivisme tijdens de Poolse Delingen.

## Biografie
Konopnicka werd op 23 mei 1842 geboren in Suwałki. Haar vader, Józef Wasiłowski, was advocaat. Konopnicka kreeg thuisonderwijs en bracht één jaar (1855–1856) door in een klooster in Warschau (Zespół klasztorny sakramentek w Warszawie).
In 1870 publiceerde Konopnicka haar eerste gedicht getiteld W zimowy poranek (Op een wintermorgen). In 1876 verkreeg ze populariteit in Polen door de publicatie van het gedicht W górach (In de bergen), dat zeer geroemd werd door nobelprijswinnaar Henryk Sienkiewicz.
In 1862 huwde ze met Jarosław Konopnicki. Samen kreeg het koppel zes kinderen. Konopnicka was echter niet gelukkig, omdat haar man haar werk als schrijver niet goedkeurde. In een brief aan een vriend schreef ze geen gezin te hebben en zich opgesloten te voelen, als een vogel in een kooi. In 1878 verliet ze haar man om een carrière als schrijfster op te bouwen in Warschau. Haar kinderen nam ze mee. Tijdens haar werk ging ze regelmatig op reis door Europa. Haar eerste grote reis was in 1883 naar Italië. Van 1890 tot en met 1903 was ze op diverse plekken in Europa woonachtig.
Haar leven wordt beschreven als turbulent. Zo had ze buitenechtelijke affaires, kwam haar eerste zoon vroegtijdig te overlijden en had haar dochter Helena mentale problemen. Ze was bevriend met collega-dichteres Eliza Orzeszkowa en schilderes en activiste Maria Dulębianka (met wie ze volgens bronnen een romantische relatie zou hebben gehad). Konopnicka wilde samen met Dulębianka begraven worden. Beide vrouwen werden uiteindelijk begraven op een begraafplaats in Lviv.
Naast schrijfster was Konopnicka sociaal activiste. Ze organiseerde en nam deel aan meerdere protesten tegen de onderdrukking van etnische (met name Poolse) en religieuze minderheden in het toenmalige Pruisen. Daarnaast was ze actief als feministe.
In 1884 begon Konopnicka met het schrijven van kinderboeken en in 1888 maakte ze haar debuut als schrijfster van romans met het boek Cztery nowele (Vier korte verhalen). Door haar groeiende popularieit kreeg ze in 1902 een Pools landhuis (dwór) geschonken van haar medeactivisten. Het geld kwam uit een potje van diverse organisaties en activisten. De locatie van het huis was in het Oostenrijkse deel, omdat Polen op dat moment geen onafhankelijk land was. In 1903 kreeg ze een nieuw huis aangeboden in Żarnowiec. Op 8 september dat jaar trok ze erin. Tijdens de lente en zomer woonde ze in het huis; tijdens de herfst en winter reisde ze door Europa.
Konopnicka overleed op 8 oktober 1910 in Lwów (thans Lviv) in Oekraïne).

## Galerij

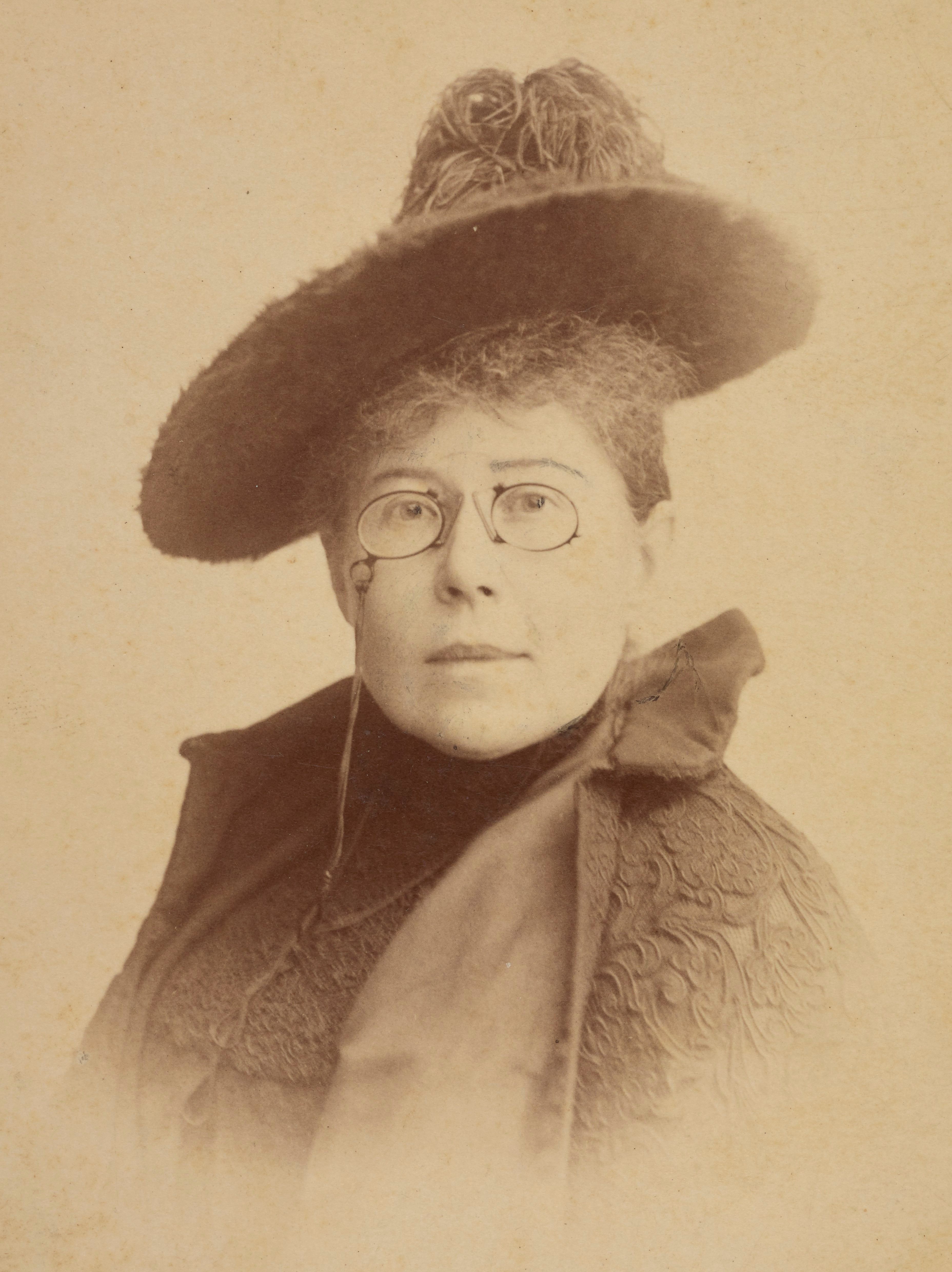
Fotoportret (1897)
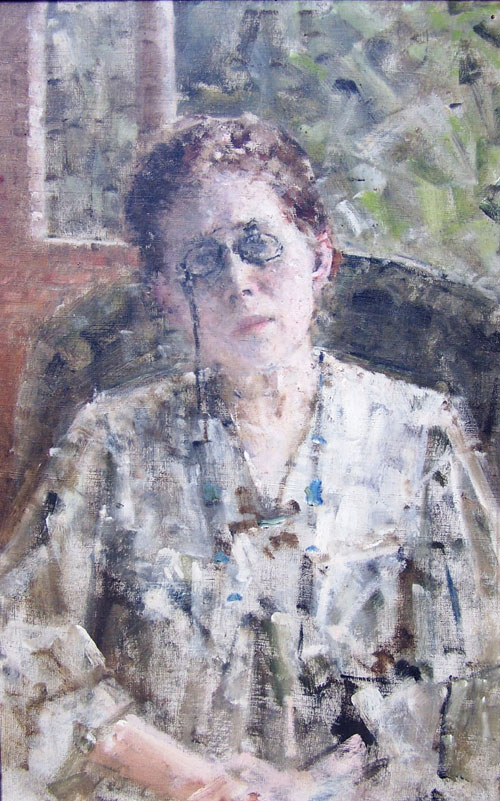
Schilderij van Maria Dulębianka, vlak voor Konopnicka's overlijden (1910)
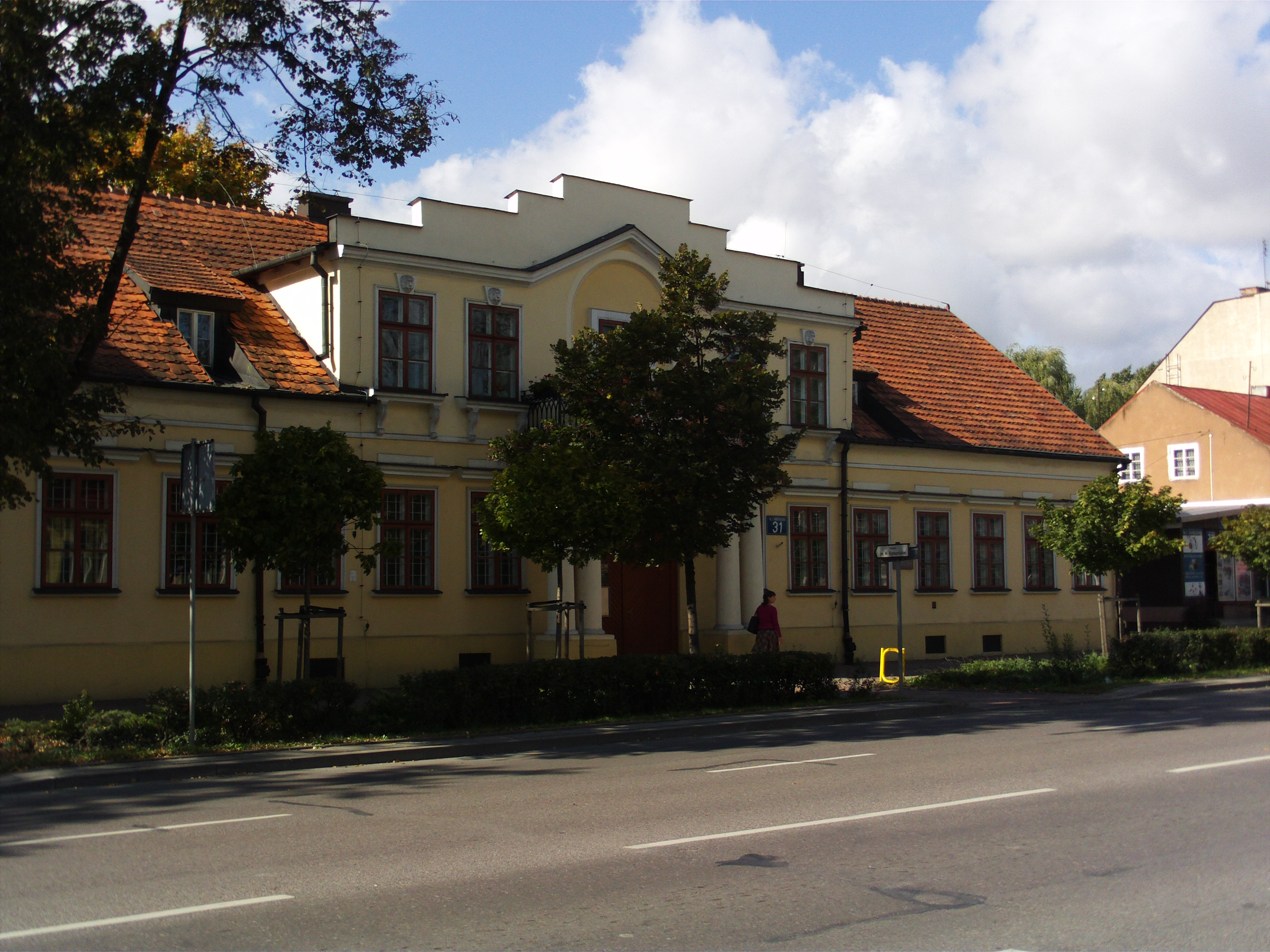
Geboortehuis van Konopnicka in Suwałki, thans een museum
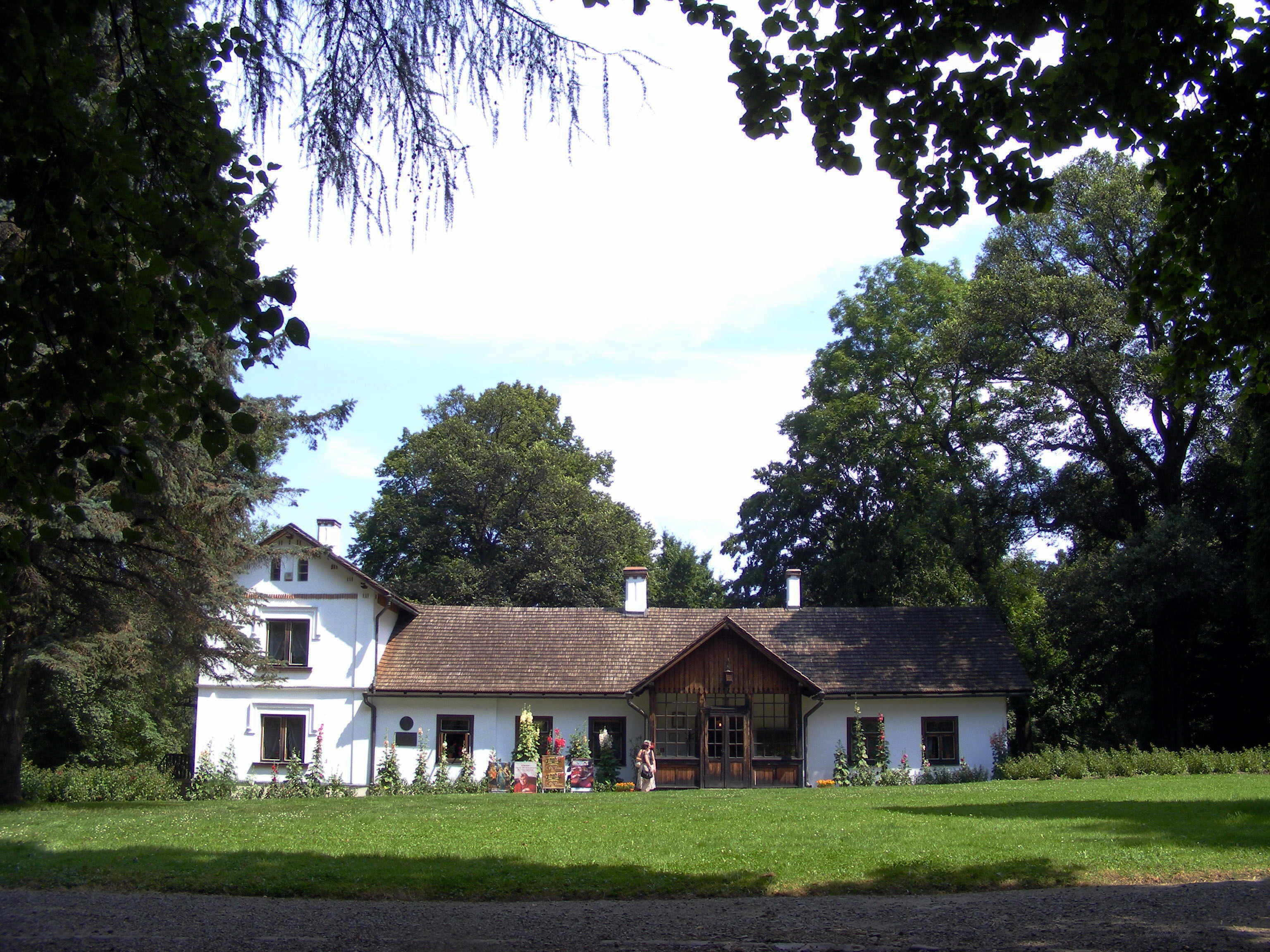
Landhuis van Konopnicka in Żarnowiec, thans een museum
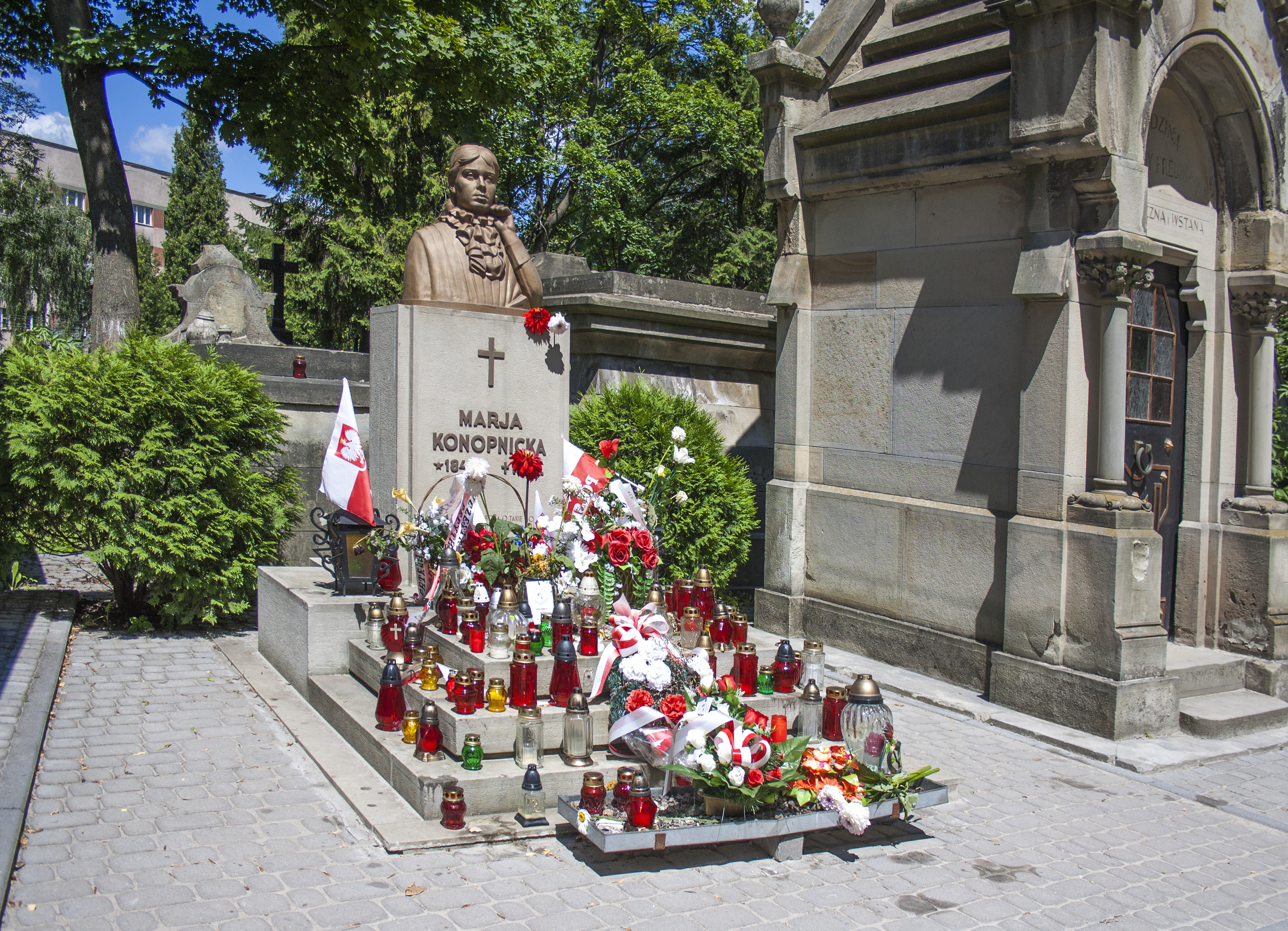
Graf van Konopnicka in Lviv
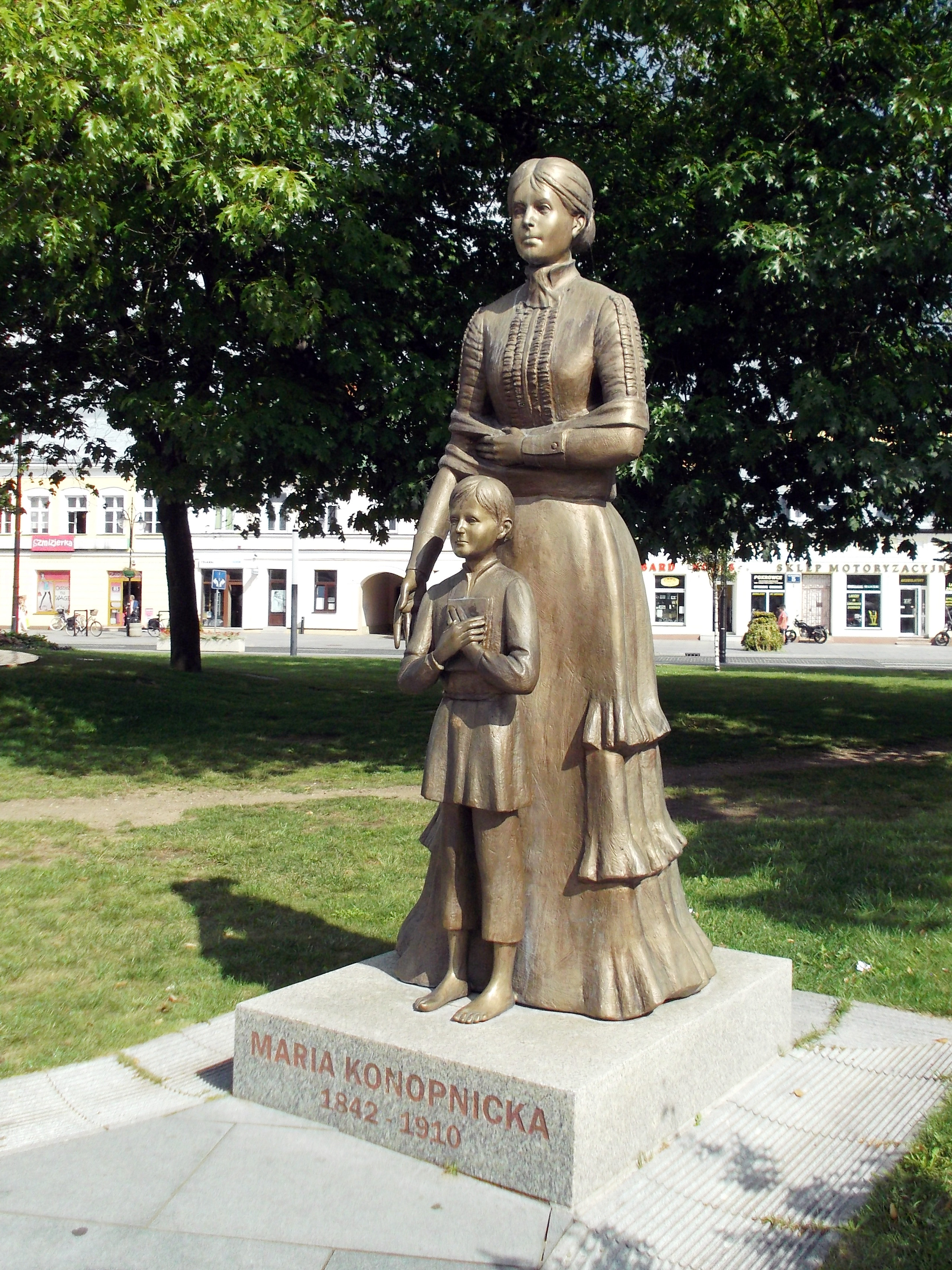
Monument in Suwałki op het Maria Konopnickaplein

## Werk
Konopnicka schreef proza (vooral korte verhalen) en gedichten. Het genre waarin Konopnicka's individualiteit als dichteres het vroegst is uitgekristalliseerd, bleken gedichten te zijn die qua stijl geënt waren op volksliederen. Konopnicka schreef echter ook literatuur in vele andere genres, zoals memoires en psychologische studies.
Een terugkerend thema in haar werk was de onderdrukking en armoede van de arbeidersklasse en Poolse joden. Door haar sympathie voor het Joodse volk, werd ze beschouwd als filosemiet. Ook is in haar werk veel patriottisme en nationalisme terug te vinden.
Een van Konopnicka's bekendste werken is een episch gedicht onderverdeeld in zes canto's genaamd Pan Balcer w Brazylii (Meneer Balcer in Brazilië, 1910). In het gedicht wordt verteld over het leven van Poolse emigranten in Brazilië. Een ander bekend gedicht van haar is Rota (Eed, 1908), dat op muziek werd gezet door Feliks Nowowiejski. Twee jaar na publicatie gold het als het onofficiële volkslied van Polen, met name in het Pruisische deel van het land. Het gedicht is patriottisch van aard, met sterke kritiek op de germanisering van het beleid en de wetten. Het gedicht wordt daarom ook wel anti-Duits genoemd.
Konopnicka's bekendste kinderboek is O krasonoludkach i sierotce Marysi (Over de kleine wees Maria en haar dwergen, 1896).
Konopnicka heeft ook een gedicht geschreven over het ombrengen van de Ierse patriot Robert Emmet. Emmet werd in 1803 door de Britse autoriteiten in Dublin omgebracht, maar Konopnicka publiceerde haar gedicht in 1908.
Konopnicka was tevens actief als vertaalster. Zo vertaalde ze onder meer de boeken Fatalità en Tempeste van Ada Negri. Deze verschenen in 1901 in Polen.